# كتاب سنوي

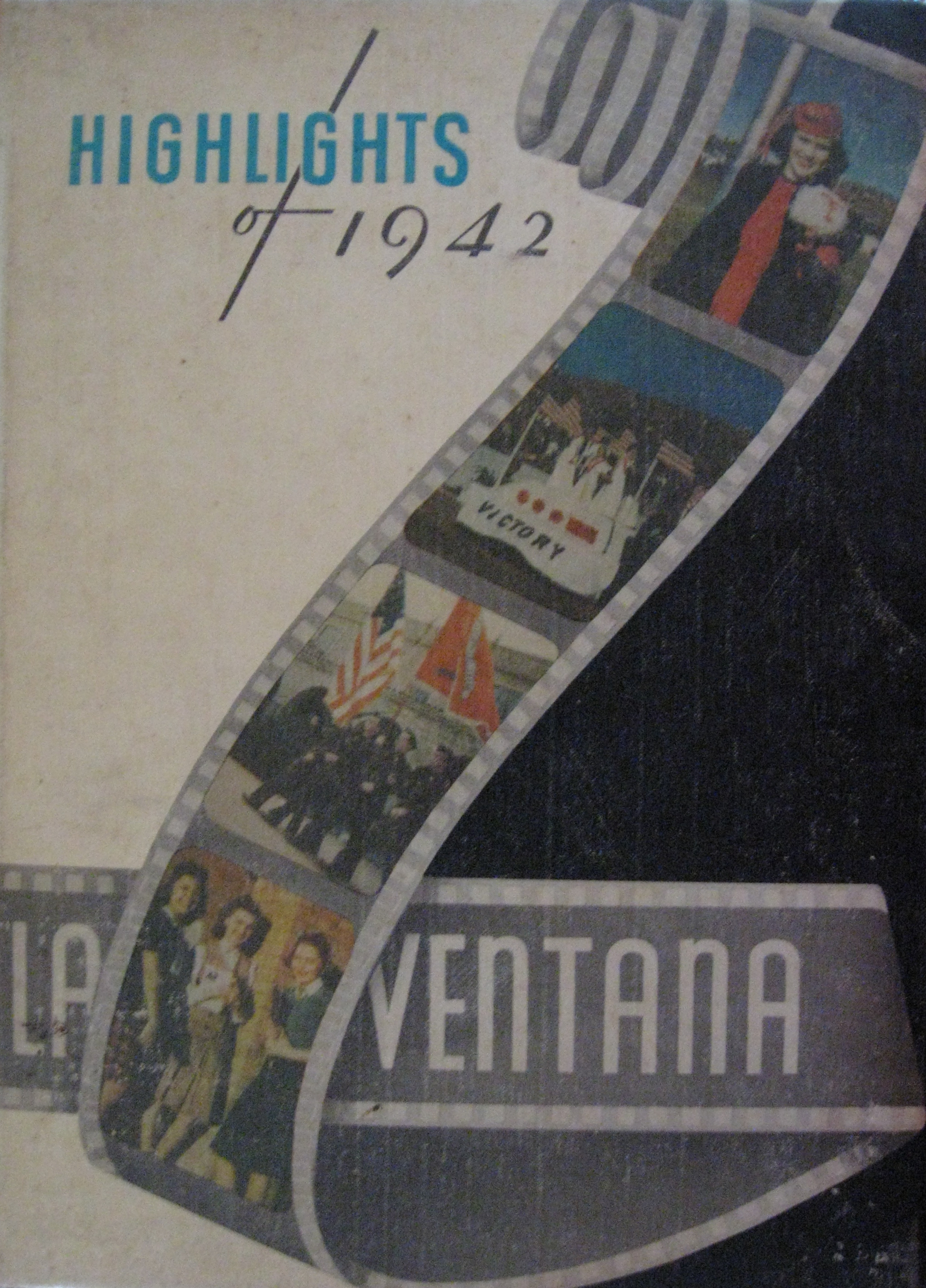
نسخة عام 1942 من الكتاب السنوي من كلية تكساس التكنولوجية (الآن جامعة تكساس التقنية)

الكتاب السنوي، ويعرف كذلك باسم الحولية،  هو نوع من المنشورات السنوية  التي تُعد لأجل تسجيل وتسليط الضوء  واستذكار السنة الماضية من المدرسة أو الجامعة. مصطلح يشير أيضا إلى كتاب الإحصاء أو الوقائع المنشورة سنويا، والذي تنشره بعض الدول على أنه كتاب سنوي لإحصاءات الدولة. الكتاب السنوي في كثير من الأحيان يحوي موضوعا شاملا أساسيا في كلّ الكتاب.
العديد من المدارس الثانوية والكليات والجامعات  والمدارس الابتدائية و المتوسطة تنشر الحوليات السنوية أو الكتاب السنوي؛ ومع ذلك، فإن العديد من المدارس والمنشآت التعليمية قد خفضت عدد كتبها السنوية لصالح إعطاء البدائل الإعلامية الاجتماعية. منذ عام 1995 إلى عام 2013، فإن الكتب السنوية في كليات الولايات المتحدة قد  انخفض من حوالي 2400 إلى  1000.